# Принтезис, Анаргирос
Анаргирос Принтезис (16.08.1937 г., Греция — 13.03.2012 г., Греция) — католический прелат, экзарх Греции с 28 июня 1975 года по 23 апреля 2008 год.

## Биография
Анаргирос Принтезис родился 16 августа 1937 года в Греции. После получения богословского образования был рукоположён 10 декабря 1961 года в священника.
28 июня 1975 года Римский папа Павел VI назначил Анаргироса Принтезиса экзархом Греции и титулярным епископом Грацианополя. 6 августа 1975 года состоялось рукоположение Анаргироса Принтезиса в епископа, которое совершил архиепископ Петры и Филадельфии Саба Юаким в сослужении с епископом Василе Кристеа и архиепископом Мирославом Марусиным.
В 1988 году посещал Русский католический приход св. Архангела Михаил на Манхеттене в Нью-Йорке, США и совершал в ней богослужения.
23 апреля 2008 года Анаргирос Принтезис вышел на пенсию. 18 марта 2012 года скончался.